# Zygmuntowo (powiat gostyński)
Zygmuntowo – osada w Polsce położona w województwie wielkopolskim, w powiecie gostyńskim, w gminie Krobia.